# Джанлука Гаудіно
Джанлука Гаудіно (нім. Gianluca Gaudino, нар. 11 листопада 1996, Ганау) — німецький футболіст, захисник клубу «Баварія». Син іншого німецького футболіста, учасника ЧС-1994, Мауріціо Гаудіно.

## Ігрова кар'єра
Народився 11 листопада 1996 року в місті Ганау. Вихованець футбольної школи клубу «Баварія», в якій перебував протягом десяти років. 
На початку сезону 2014/15 головний тренер команди Жузеп Гвардіола перевів 18-річного Гаудіно в першу команду. 13 серпня 2014 року він дебютував за «Баварію» в суперкубковій грі проти дортмундської «Боруссії», яку мюнхенці програли 0:2. 22 серпня Джанлука дебютував в чемпіонаті Німеччини в грі проти «Вольфсбурга» (2:1). 10 грудня 2014 року вийшов на поле у матчі Ліги чемпіонів проти московського ЦСКА (3:0), дебютувавши таким чином у єврокубках. Тиждень потому, він підписав свій перший професійний контракт з «Баварією» до 30 червня 2018 року.

## Виступи за збірну
13 листопада 2014 року дебютував у складі юнацької збірної Німеччини (U-19) в грі проти однолітків з Іспанії (0:2), вийшовши на заміну у другому таймі.

## Титули і досягнення
- Чемпіон Німеччини (1):

«Баварія»: 2014-15
- Чемпіон Швейцарії (3):

«Янг Бойз»: 2018-19, 2019-20, 2020-21
- Володар Кубка Швейцарії (1):

«Янг Бойз»: 2019-20